# A Prairie Home Companion
A Prairie Home Companion é um filme estadunidense de 2006 do gênero "Comédia Musical", dirigido por Robert Altman. Foi o último filme do diretor, que morreria cinco meses depois das filmagens. O roteiro de Garrison Keillor é sobre a última apresentação ao vivo de um duradouro programa de rádio que apresentava números de música country. O filme se passa no Teatro Fitzgerald em Saint Paul, Minesota.
Robert Altman contratou Paul Thomas Anderson como diretor reserva, para o caso de ficar incapacitado de terminar as filmagens.

## Sinopse

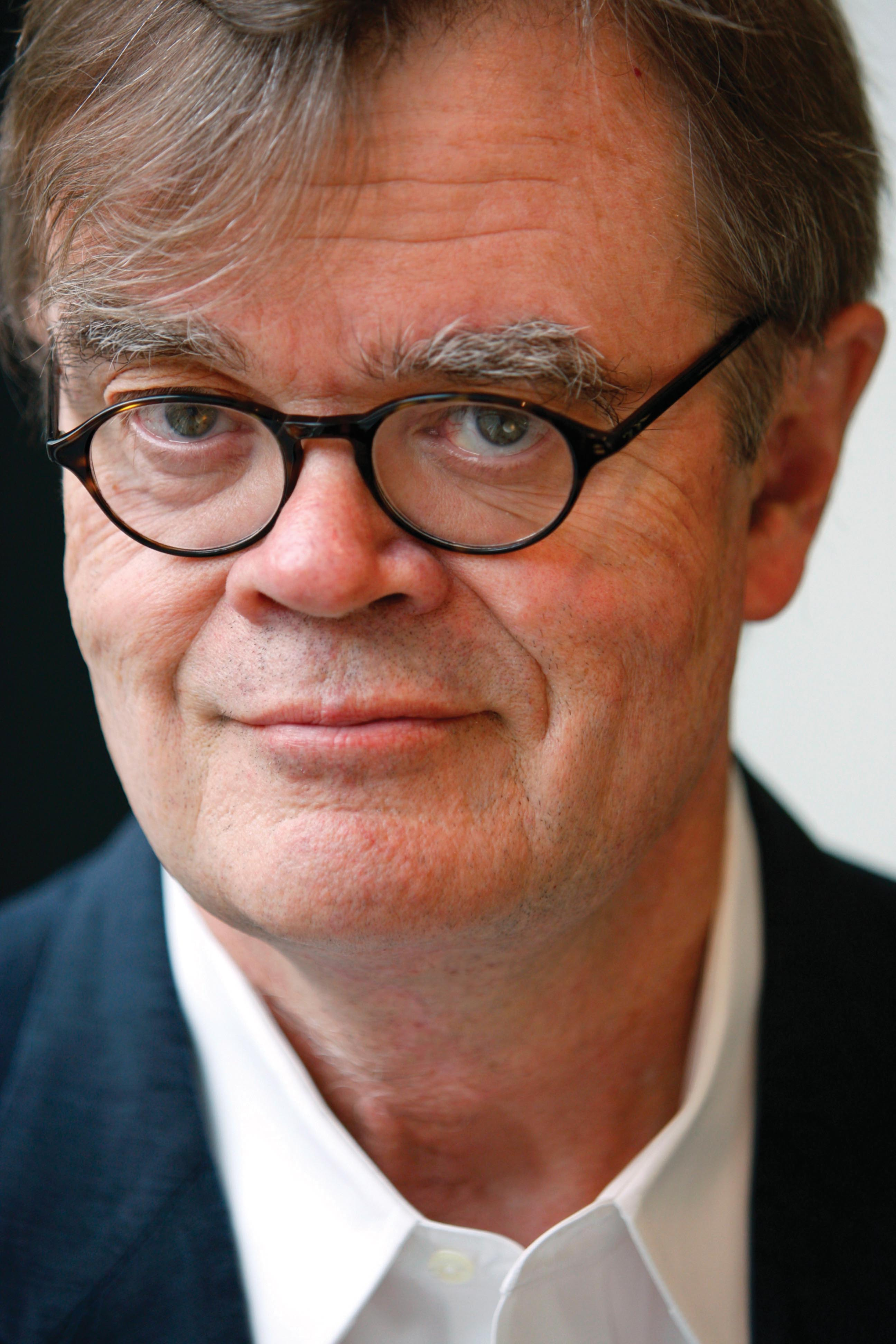
Garrison Keyllor, o criador do verdadeiro programa e roteirista do filme.

Um tradicional programa de rádio que estava no ar há mais de 30 anos, corre o risco de cancelamento quando os novos proprietários querem demolir o teatro e construirem um estacionamento no local. Os artistas e o apresentador se preparam então para aquele que seria o último programa. Durante a transmissão, são visitados pelo anjo Asfodel que veio para confortar os artistas e acompanhar aqueles que morrerão naquela noite; e o "interventor", o representante dos novos proprietários.

## Elenco
- Woody Harrelson...Dusty, cantor caubói parceiro de Lefty
- Tommy Lee Jones...Interventor, empresário do Texas que compra o teatro e é responsável pelo término do programa
- Garrison Keillor...G.K., o criador e apresentador do programa
- Kevin Kline...Guy Noir, segurança do teatro e detetive particular falido
- Lindsay Lohan...Lola Johnson, jovem artista com manias mórbidas
- John C. Reilly...Lefty, cantor caubói parceiro de Dusty
- Maya Rudolph...Molly, assistente de Al
- Meryl Streep...Yolanda Jackson, cantora irmã de Rhonda e remanescente de uma família de artistas
- Lily Tomlin...Rhonda Jackson, cantora irmã de Yolanda
- L.Q. Jones...Chuck Akers, cantor veterano e mulherengo
- Sue Scott...Donna, a maquiadora
- Tim Russell...Al, o gerente de palco
- Virginia Madsen...Mulher perigosa que diz ser o "anjo" Asfodel e que morreu ouvindo o programa. Asfodel é uma flor, referência ao poema "Demeter And Persephone" de Alfred Tennyson que a corresponde à morte e ao Hades, o inferno da mitologia grega.
- Marylouise Burke...a senhora dos lanches
- Robin & Linda Williams...eles mesmos
- Prudence Johnson
- Pat Donohue
- Tom Keith...sonoplasta

## Prêmios e Indicações
Meryl Streep ganhou o prêmio de Melhor Atriz Coadjuvante da Sociedade Nacional de Críticos de Cinema por seu papel. Robert Altman também foi postumamente indicado ao Independent Spirit Awards de Melhor Diretor.

## Bilheteria
O filme teve um lançamento limitado nos cinemas, em sua semana de estréia nos Estados Unidos arrecadou 4,566,293 de dólares, ficando em 7º lugar nas bilheterias. No total arrecadou 25,978,442 no mundo todo.